# Escalier de Schröder

Dans la perception « vue de dessus », le plan A se trouve devant le plan B, et dans l'autre perception, c'est l'inverse. On passe facilement d'une perception à l'autre en cachant l'un des plans ou en retournant le dessin.

L'escalier de Schröder est un dessin provoquant une illusion d'optique. L'escalier peut en effet être perçu soit comme vu du dessus, soit comme vu du dessous. C'est un exemple classique d'inversion de perspective en psychologie de la perception. Il porte le nom du naturaliste allemand Heinrich Georg Friedrich Schröder, qui l'a publié en 1858,.
Cette illusion est parfois aussi appelée « marches de Schouten », en référence à un petit escalier en tôle donné à M.C. Escher par le Professeur Schouten, lequel a inspiré la gravure Convexe et Concave d'Escher. Cette illusion se retrouve également dans l'œuvre d'Escher intitulée Relativité.

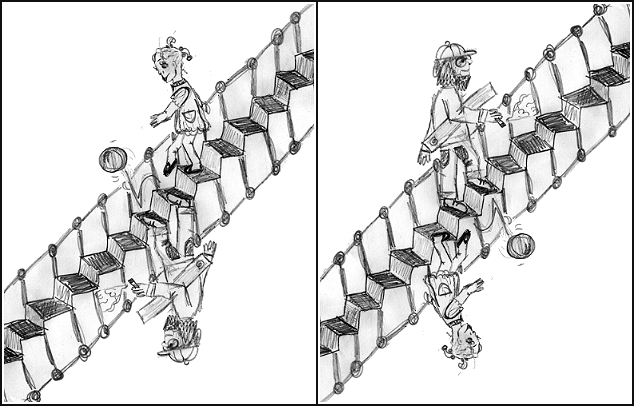

Ce dessin peut être diversement qualifié de « figure ambigüe », « figure réversible » ou « figure bistable ». La première classification fait référence à la probabilité que le dessin puisse être perçu comme représentant deux (ou plusieurs) objets différents. Le second fait référence au phénomène selon lequel après un certain temps d'observation de la figure, la perception de son orientation s'inverse involontairement. La troisième met l'accent sur le fait qu'il existe deux (plutôt qu'une) perceptions stables du dessin.
Cette illusion a été utilisée dans des études sur la perception. En particulier, il a été établi qu'un changement involontaire de perception se produit avec une fréquence approximative d'une fois toutes les 7,5 à 12,5 secondes. Le changement de perception peut être attribué soit à la fatigue neuronale, soit à une sélection consciente.

## Autres figures ambigües
- Le cube de Necker
- Le livre de Mach
- Les cubes de Mach